# Badmintonfederatie Macedonië
Badmintonfederatie van Macedonië (Macedonisch: Бадминтон Федерација иа Македонија; Engels: Macedonian Badminton Federation) is de nationale badmintonbond van Noord-Macedonië.
De huidige president van de bond is Dime Stefanovski. Anno 2015 telde de bond 200 leden, verdeeld over 11 badmintonclubs. De bond is sinds 2003 aangesloten bij de Europese Bond.